# Gaston Curbelo
Carlos Gaston Curbelo (Nancy, 8 aprile 1976) è un ex calciatore francese, di ruolo attaccante.

## Biografia
Possiede il passaporto uruguaiano. Anche suo padre Carlos Curbelo è stato un calciatore professionista, ed ha a sua volta giocato per molti anni nel Nancy.

## Palmarès

### Club

#### Competizioni nazionali
- Coppa di Lega francese: 1

Nancy: 2005-2006
- Ligue 2: 1

Nancy: 2004-2005